# Scott Haffner
Scott Richard Haffner (Terre Haute, Indiana, 2 de febrero de 1966) es un exjugador de baloncesto estadounidense que jugó dos temporadas en la NBA, además de hacerlo en la CBA. Con 1,90 metros de estatura, lo hacía en la posición de escolta.

## Trayectoria deportiva

### Universidad
Tras jugar un año con los Fighting Illini de la Universidad de Illinois en Urbana-Champaign, fue transferido a los Purple Aces de la Universidad de Evansville, promediando en total 15 puntos, 3,5 asistencias y 2,9 rebotes por partido. Posee el récord de anotación en un partido de la historia de la Horizon League, con 65 puntos anotados ante Dayton. En su última temporada, tras promediar 24,5 puntos y 4,5 rebotes por partido, fue incluido en el mejor quinteto de la conferencia, y elegido Jugador del Año.

### Profesional
Fue elegido en la cuadragésimo quinta posición del Draft de la NBA de 1989 por Miami Heat, donde jugó una temporada en la que promedió 4,6 puntos y 1,9 asistencias por partido. Tras ser despedido, firma como agente libre por Atlanta Hawks, pero es cortado antes del inicio de la temporada 1990-91, no siendo hasta el mes de enero cuando firma por diez días con Charlotte Hornets, que ve prorrogado hasta final de temporada, pero donde sólo llega a jugar en 7 partidos, en los que promedia 2,4 puntos y 1,3 asistencias.
Tras no ser renovado, jugaría una temporada más en los Quad City Thunder de la CBA, antes de retirarse definitivamente.

## Estadísticas de su carrera en la NBA

### Temporada regular
| Temporada | Edad | Equipo            | Liga | P  | TIT | MIN  | TC  | TCA | %TC  | 3P  | 3PA | %3P  | TL  | TLA | %TL  | R.OF. | R.DEF. | REB | ASIS | ROB | TAP | PER | FP  | PTS |
| 1989-90   | 23   | Miami Heat        | NBA  | 43 | 6   | 13.0 | 2.0 | 5.0 | .406 | 0.1 | 0.5 | .143 | 0.4 | 0.6 | .680 | 0.2   | 1.0    | 1.2 | 1.9  | 0.3 | 0.0 | 0.8 | 1.2 | 4.6 |
| 1990-91   | 24   | Charlotte Hornets | NBA  | 7  | 0   | 7.1  | 1.1 | 3.0 | .381 | 0.0 | 0.3 | .000 | 0.1 | 0.3 | .500 | 0.3   | 0.3    | 0.6 | 1.3  | 0.4 | 0.1 | 0.6 | 0.6 | 2.4 |
| Total     |      |                   | NBA  | 50 | 6   | 12.2 | 1.9 | 4.8 | .403 | 0.1 | 0.5 | .130 | 0.4 | 0.5 | .667 | 0.2   | 0.9    | 1.1 | 1.8  | 0.3 | 0.1 | 0.7 | 1.1 | 4.3 |